# Der Fürst

Der Fürst der Nacht (titre de la censure : Der Fürst) est un film muet allemand réalisé par Max Maschke sorti en 1921. 

## Fiche technique
- Titre original : Der Fürst der Nacht
- Titre de la censure : Der Fürst
- Réalisation : Max Maschke
- Scénario : Margarethe Schmahl
- Photographie :
- Production : Luna-Film
- Distribution : Luna-Film
- Film :  République de Weimar
- Format :NB – muet
- Durée :
- Avis de la censure :
- Première :

## Distribution
- Hans Albers
- Ria Jende